# Арабский город (Кандинский)
«Арабский город» (нем. Arabische Stadt, фр. Ville arabe) — полотно русского художника Василия Кандинского, написанное в 1905 году и хранящееся в Национальном центре искусства и культуры Жоржа Помпиду Государственного музея современного искусства в Париже, Франция.

## Создание
Она была задумана на одном из этапов, когда концепция его искусства менялась и обретала новые формы. Устав от изображения лиц и моделей, Кандинский с 1900 года начал создавать свои произведения независимо, без привязки к существующим шаблонам. Именно в это время он начал глубже вникать в цвета, переживания и ощущения, которые они вызывали в его картинах. Именно в этом контексте во время путешествия в Тунис с Габриеле Мюнтер создан «Арабский город», где можно наглядно наблюдать следы изменений, произошедших с художником в это время.